# Ronald Garan
Ronald John Garan, Jr. (Yonkers, 30 oktober 1961) is een voormalig Amerikaans ruimtevaarder. Garan zijn eerste ruimtevlucht was STS-124 met de spaceshuttle Discovery en vond plaats op 31 mei 2008. Tijdens de missie werden onderdelen van de Japanse Experimentmodule naar het Internationaal ruimtestation ISS gebracht.
Garan maakte deel uit van NASA Astronautengroep 18. Deze groep van 17 ruimtevaarders begon hun training in 2000 en had als bijnaam The Bugs. 
In totaal heeft Garan twee ruimtevluchten op zijn naam staan. Tijdens zijn missies maakte hij vier ruimtewandelingen. In 2013 verliet hij NASA en ging hij als astronaut met pensioen. Sinds 2016 werkt Garan voor World View Enterprises.